# Manlio Garibaldi
Manlio Garibaldi (Caprera, 23 aprile 1873 – Bordighera, 12 gennaio 1900) è stato un militare italiano.

## Biografia
Figlio ultimogenito di Giuseppe Garibaldi e Francesca Armosino, Manlio Garibaldi nacque a Caprera il 23 aprile 1873. Solo nel 1880 suo padre riuscì ad ottenere l'annullamento del matrimonio con la marchesina Giuseppina Raimondi, riuscendo così a regolarizzare la sua posizione matrimoniale, sposando la piemontese Francesca Armosino, discendente di nobile famiglia armena riparata in Italia per sfuggire alle persecuzioni turche, sua compagna da 14 anni e dalla quale aveva avuto già due figlie. Clelia, nata nel 1867, e Rosa, nata nel 1869  e morta a soli 18 mesi a causa di un incidente domestico.

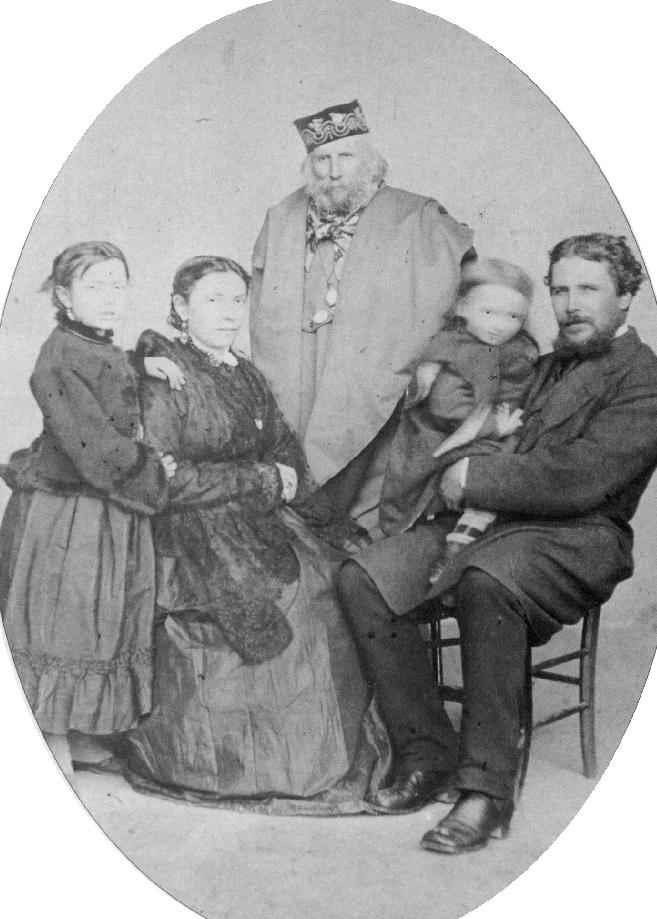
Foto del 1875 circa: da sinistra, Clelia, Francesca Armosino, Giuseppe Garibaldi, Manlio e Menotti

La sua passione per il mare lo portò presto ad entrare nell'Accademia Navale di Livorno e infatti fu uno dei primi cadetti della neonata Accademia, e per questo motivo, nel 1888, sua madre e sua sorella Clelia presero casa a Villa Donokoe all'Ardenza, come il Generale stesso aveva raccomandato loro, unico figlio dell'eroe dei due mondi, che era stato a sua volta marinaio nella Real Marina Sarda, a intraprendere la carriera militare in Marina.
Conseguita la nomina a guardiamarina nel 1891, dopo un primo imbarco sulla fregata corazzata Castelfidardo, prese parte alla campagna nelle Americhe degli anni 1892-1893 sull’ariete torpediniere Giovanni Bausan. Nominato sottotenente di vascello nel 1893 e tenente di vascello nel 1896, ebbe imbarco sulla corazzata Italia. Minato nella salute, nel 1897 fu costretto a lasciare il servizio per una grave forma di tubercolosi.
Garibaldi scrisse un romanzo, "Manlio", dove descrisse le gesta che sarebbero dovute essere del suo ultimo figlio. Nel romanzo si racconta il sogno di un Dittatore, il "più onesto degli italiani", che non assorda di "ciarle il popolo", ma mette ordine "nell'italico pandemonio" dei burocrati, cacciando preti e sbirri, abolendo pensioni e legioni d'onore.
Alla morte del padre, Manlio e la sorella Clelia ereditarono la casa e il terreno di Caprera situato a nord del "muro di Clara Emma Collins", l'altra proprietaria di una parte dell'isola. Da queste disposizioni testamentarie derivarono tutta una serie di lunghe noie legali, note anche come "beghe di Caprera", che si risolsero con una sentenza del 25 gennaio 1909, che dava ragione a Francesca Armosino ed a sua figlia Clelia, condannando Ricciotti Garibaldi alle spese legali per aver utilizzato cose di cui non era proprietario.
Manlio tuttavia era già morto il 12 gennaio 1900, a Bordighera, nella sua villa di via dei Colli 21, per complicazioni legate alla tubercolosi, a soli 26 anni d'età; come ha testimoniato lo scrittore Edmondo De Amicis, il giovane fu molto benvoluto dalla cittadinanza locale durante il suo breve soggiorno. La sua salma fu traslata a Caprera e sepolta al compendio garibaldino, nel piccolo cimitero di famiglia, accanto alla tomba del padre.
Con la morte di Manlio Garibaldi il nome Garibaldi scomparve dai ruoli della Marina, ma la Forza Armata, memore delle imprese dell'Eroe, dedicò il suo nome, nel tempo, a varie unità navali, di cui l'ultima, un incrociatore portaeromobili entrato in servizio nel 1985, che fino all'entrata in servizio della portaerei Cavour ha ricoperto il ruolo di ammiraglia della flotta della Marina Militare, stesso ruolo che nella Marina Militare Italiana aveva ricoperto anche il precedente incrociatore lanciamissili intitolato all'eroe dei due mondi, andato in disarmo nel 1971.

## Galleria d'immagini

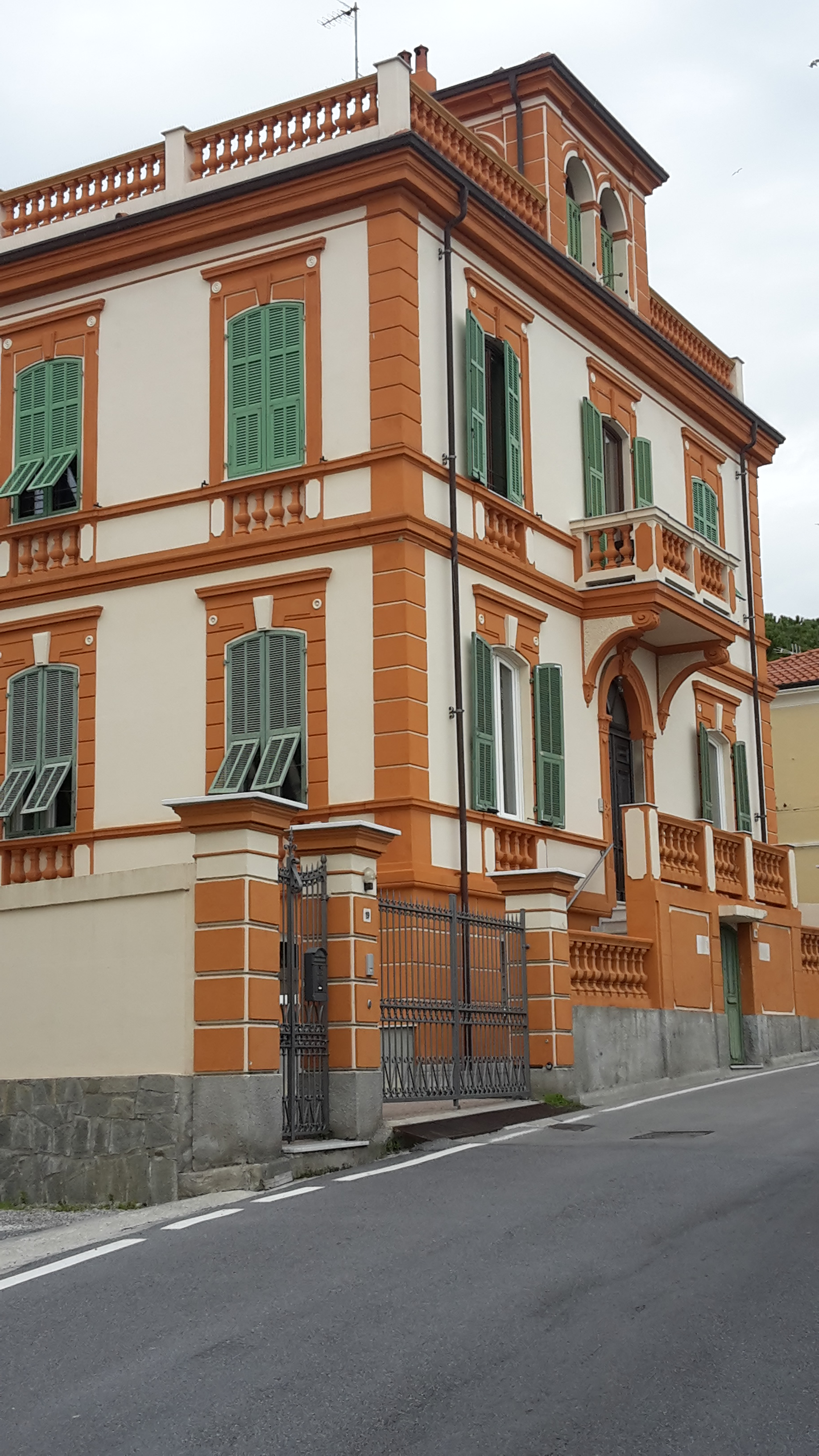
Villa Maddalena (Bordighera)
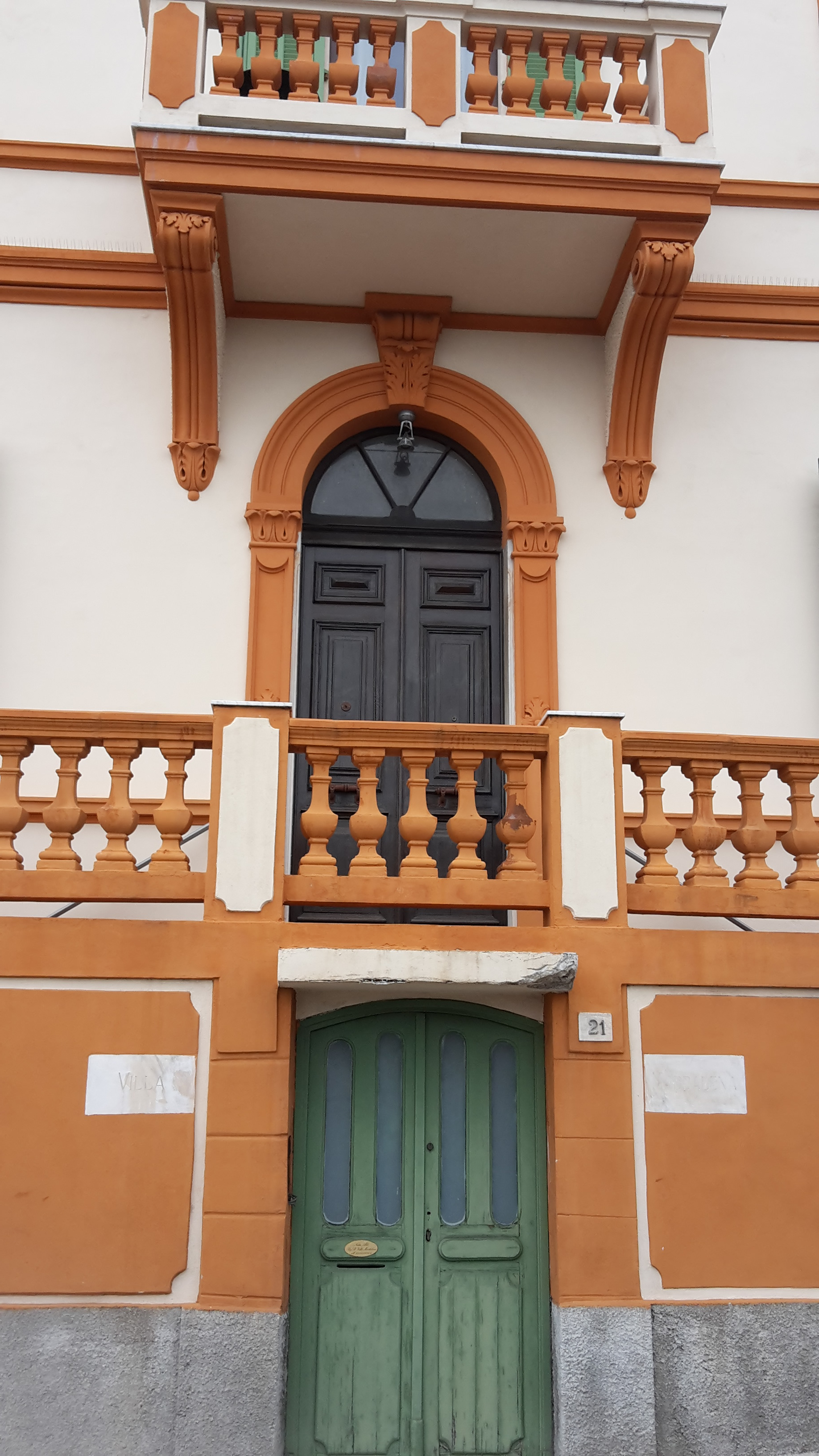
Villa Maddalena (Bordighera), Entrata